# Jan Schejbal
Jan Schejbal (16. listopadu 1942, Jičín – 20. června 2021, Praha) byl český filolog, publicista a překladatel z katalánštiny a španělštiny.

## Život a dílo
Jan Schejbal se narodil v Jičíně do rodiny krejčího. Španělsky se jako samouk naučil již v raném mládí. Maturoval 1960 na Průmyslové škole papírenské v Hostinném. V letech 1961-1966 studoval španělštinu a výtvarnou výchovu na Filozofické fakultě Univerzity Karlovy, kde se též prostřednictvím Diany Moix-Tvrdé poprvé seznámil s katalánštinou. Během stáže na  Havanské univerzitě 1963-1964 se zaměřil na dějiny výtvarného umění Španělska a Latinské Ameriky. Později se specializoval na katalánskou literaturu a roku 1981 získal titul PhDr. V letech 1966-1974 pracoval v odboru zahraničních styků Ministerstva kultury, kde se roku 1969, kde působil následujících osm let jako pracovník odboru zahraničních styků. Na ministerstvu se Schejbal seznámil s tehdejším šéfredaktorem státního nakladatelství Odeon, se kterým spolupracoval nejprve jako externista, od roku 1974 už nastálo jako redaktor.
Od 70. let Schejbal přispíval do časopisu Světovoá literatura, kde uváděl nová jména katalánských a latinskoamerických spisovatelů. Kromě komentářů k vlastním překladům publikoval v katalánských a českých sbornících a periodikách literárněvědné a historiografické články a studie. V roce 1970 se zúčastnil 2. mezinárodního kolokvia katalánského jazyka a literatury v Amsterdamu, na němž byly přijaty stanovy Mezinárodní asociace katalánského jazyka a literatury (členství v asociaci mu však nebylo zdejšími úřady povoleno). Referoval i roku 1986 na 2. mezinárodním kongresu katalánského jazyka v Barceloně. Schejbal byl členem poroty literární soutěže Premis d'Octubre ve Valencii (1988), přednášel na Letní katalánské univerzitě ve francouzském Prades (1990) a univerzitách v Barceloně, Valencii a Tarragoně. Zúčastnil se i mezinárodních setkání překladatelů děl Quima Monzó a Mercè Rodoredy, které pořádala Institució de les Lletres Catalanes. S pomocí vlády Andorry připravil první česko-katalánské a katalánsko-české slovníky.
Po Sametové revoluci v roce 1989 pád komunistického režimu přinesl nejen změnu knižního trhu jako celku, ale i konec Odeonu. Státem řízené nakladatelství se nedokázalo přizpůsobit novým podmínkám a roku 1994 vstoupil do likvidace, což značně ztížilo Schejbalovu další publikační činnost. V roce 1990 se krátce vrátil na Ministerstvo kultury a poté pracoval v nakladatelství Český klub, kde zůstal do roku 1992. Následných několik let strávil prací pro Agenturu Bonus, v níž až do roku 1999 organizoval kongresy, konference a národní i mezinárodní setkání.  Většinu devadesátých let tak Schejbal strávil prací překladatele v soukromém sektoru a ze světa publikované překladové literatury se na čas dobu stáhl. V mezidobí spolupracoval s Lektorátem katalánštiny na Karlově univerzitě (dnešním Centre Carlemany de Llengua Catalana). Po roce 2015 Schejbal opustil další překladatelskou činnost ve prospěch dokončení svého životního díla: prvního akademického česko-katalánského a katalánsko-českého slovníku.
Za svůj dlouholetý přínos v oblasti šíření katalánské kultury byl roku 2006 vyznamenán v Barceloně cenou Premi Batista i Roca.

### Překlady z katalánštiny
- Cabré, Jaume. Přiznávám, že... (Jo confesso; Praha: Dybbuk, 2015)
- Calders, Pere: Čára a přání (VP, Praha, Světová literatura, 2/1970)
- Calders, Pere: Zde odpočívá Nevares (Aquí descansa Nevares; N, in: Pět katalánských novel, Praha, Odeon 1988)
- Català, Víctor /vl. jm. Albert i Paradís, Caterina/: Samota (Solitud; R, Praha, Odeon 1987)
- Dalmau, Antoni: Země zapomnění (Terra d'oblit; R, Praha, Mladá fronta 2001)
- Espriu, Salvador: Laia (Laia; N, in: Pět katalánských novel, Praha, Odeon 1988)
- Espriu, Salvador: Zachráněná slova (VB, Praha, Odeon 1980)
- Jen prostý verš (VB, Praha, Světová literatura, 4/1971)
- Letizia a jiné katalánské povídky (VP, Praha, Světová literatura, 3/1973)
- Monzó, Quim. Průšvih na druhou (La magnitud de la tragèdia, Praha, Faun, 2006)
- Morell, Antoni: Boris I., král andorrský (Borís I, rei d'Andorra; N, Praha, Argo 2000)
- Morell, Antoni. Protivný sníh (La neu adversa; Praha: Argo, 2005)
- Ors, Eugeni d': Ztepilá (La Ben Plantada; "antiromán", Praha, Odeon 1982)
- Pedrolo, Manuel de: Okna se otvírají do noci (Les finestres s'obren de nit; N, in: Pět katalánských novel, Praha, Odeon 1988)
- Riera, Miquel Àngel: Andreu Milà (Andreu Milà; N, in: Pět katalánských novel, Praha, Odeon 1988)
- Riera, Miquel Àngel: Až nastane ticho (L'endemà de mai; R, Praha, Odeon 1983)
- Rodoreda /Rodoredová/, Mercè: Aloma (Aloma; N, in: Pět katalánských novel, Praha, Odeon 1988)
- Rodoreda /Rodoredová/, Mercè: Diamantové náměstí (La plaça del Diamant; R, Praha, Odeon 1973)
- Verše lásky a loučení (VB, Praha, Odeon 1976)

### Překlady ze španělštiny
- Gispert, Carlos: Svět hudby (El mundo de la música; Praha, Ikar - Knižní klub 2000, + další překladatelé)
- Gudiol, José: Goya I-II (Goya I-II; výtvarná monografie, Praha, Odeon 1982)
- Malet /Maletová/, Rosa Maria: Miró (Miró; výtvarná monografie, Praha, Odeon 1986)
- Martí, José: Moje Amerika (VE, VB; Praha, Odeon 1985, Vlastimil Maršíček [básně])
- Pijoan, José: Dějiny umění III (Historia de arte III; odborná publikace, Praha, Odeon 1979, + další překladatelé)
- Pijoan, José: Dějiny umění IV (Historia de arte IV; Praha, Odeon 1979, + další překladatelé)
- Schwartz, Mario: Láska v bibli (Los amores en la Biblia; EE, Praha, Ikar - Knižní klub 2001)

### Autorsky se podílel na
- Slovníku světových literárních děl 1-2 (Praha 1987),

- Encyklopédii literárnych diel (Bratislava 1989)
- Slovníku spisovatelů Španělska a Portugalska (Praha 1999) - zde zpracoval souhrn katalánsky psané literatury